# Pipistrellus tenuis
Pipistrellus tenuis — вид роду нетопирів. Pipistrellus tenuis, ймовірно, являє собою комплекс з декількох аналогічних видів. Необхідні подальші дослідження, щоб уточнити таксономічний статус.

## Середовище проживання
Країни проживання: Афганістан, Бангладеш, Камбоджа, Китай, Острів Різдва, Кокосові острови, Індія, Індонезія, Лаос, Малайзія, М'янма, Непал, Пакистан, Філіппіни, Шрі-Ланка, Таїланд, Східний Тимор, В'єтнам. Висотний діапазон поширення: від рівня моря до 800—1700 м. У Південній Азії цей вид зустрічається від посушливих зон до вологих місць проживання. Поширений як в лісових районах, так і в сільських і міських ландшафтах.

## Поведінка
Лаштує сідала в дуплах дерев, отворах, щілинах і тріщинах в стінах і стелях старих будівель, мертвому листі дерев. Його раціон досить різноманітний і сезонний. Живиться різноманітними видами комах. Є два сезони розмноження: один в лютому-березні, інший в липні-серпні, народжуються від одного до трьох малюків.

## Загрози та охорона
Здається, немає серйозних загроз для цього виду. Записаний в багатьох охоронних територіях.